# Unabhängigkeitsplatz (Aşgabat)
Der Unabhängigkeitsplatz (turkmenisch Garaşsyzlyk meýdany) ist ein zentraler Platz in der turkmenischen Hauptstadt Aşgabat.

## Gestaltung und anliegende Gebäude
Der Unabhängigkeitsplatz ist einer der größten Plätze in der Innenstadt von Aşgabat. Er ist geprägt von Wasserflächen, in der Mitte befindet sich ein sternenförmiger Springbrunnen. Der Platz wird von zahlreichen repräsentativen Gebäuden eingegrenzt, die in vielen Fällen von staatlichen Institutionen genutzt werden. Dazu zählen der Turkmenbaschi-Palast (turkmenisch Türkmenbaşi köşgi) als ehemaliger Präsidentenpalast, der Ruhyyet-Palast, das Hauptquartier des Verteidigungsministerium, die Nationalbibliothek und der Sitz des Bildungsministeriums. Unter Präsident Gurbanguly Berdimuhamedow erfuhr der Platz eine Umgestaltung. Unter anderem ließ Berdimuhamedow mit dem Oghus-Khan-Palast, der sich auf demselben Areal wie der Turkmenbaschi-Palast befindet, einen neuen Amtssitz erbauen und verlegte den Neutralitätsbogen, der zuvor auf dem Platz gestanden hatte, in einen Randbezirk der Hauptstadt.

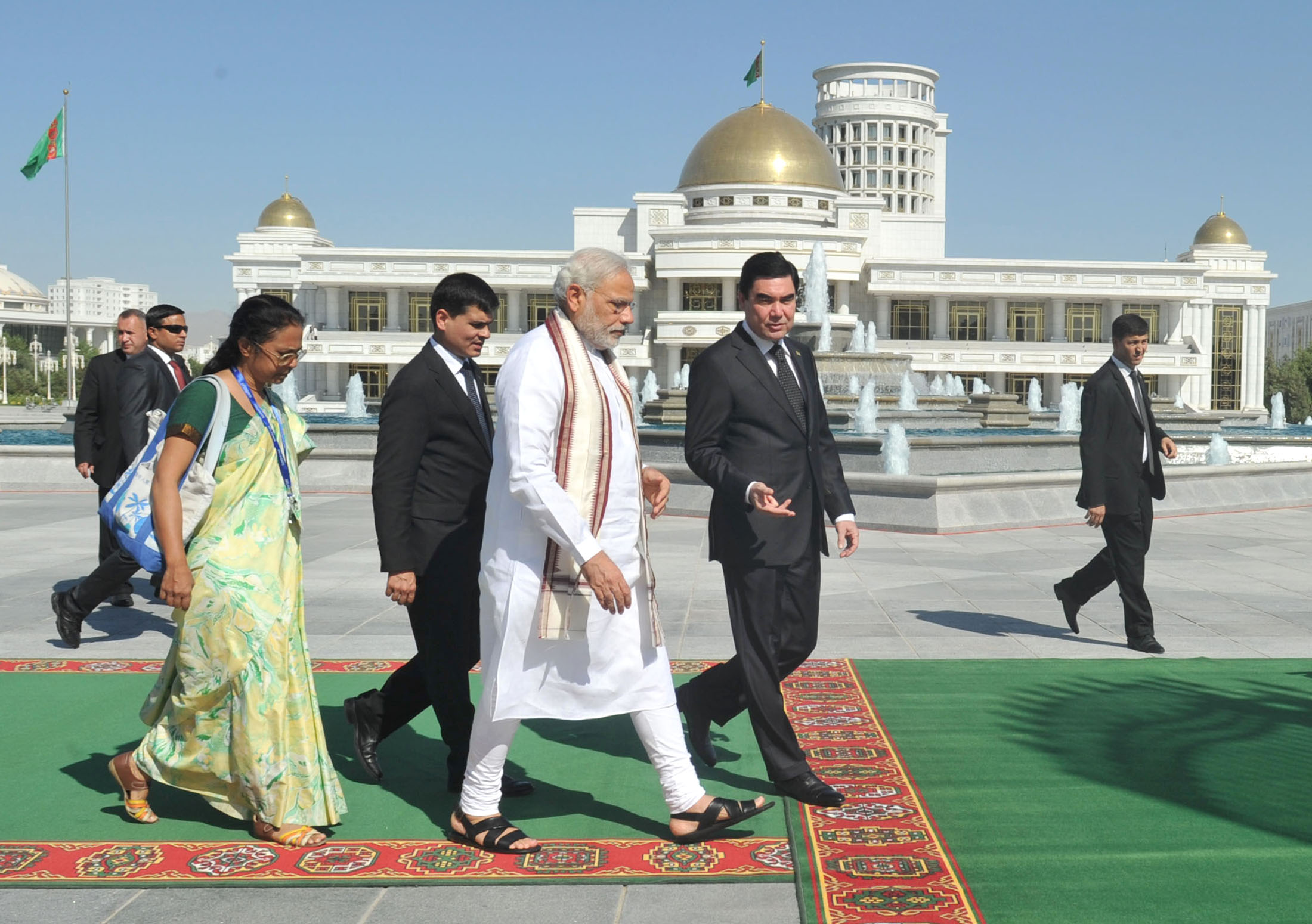
Präsident Gurbanguly Berdimuhamedov empfängt 2015 den indischen Premierminister Narendra Modi auf dem Unabhängigkeitsplatz

## Nutzung
Auf dem repräsentativen Platz werden regelmäßig Staatsgäste empfangen, da internationale Gespräche und Gipfeltreffen meistens im anliegenden Oguzkhan-Palast abgehalten werden. Anlässlich nationaler Feiertage, wie dem Unabhängigkeitstag, werden auf dem Platz Militärparaden abgehalten.